# 4-ヒドロキシプロリンエピメラーゼ
4-ヒドロキシプロリンエピメラーゼ(4-hydroxyproline epimerase、EC 5.1.1.8)は、以下の化学反応を触媒する酵素である。
トランス-4-ヒドロキシプロリン {\displaystyle \rightleftharpoons } シス-4-ヒドロキシプロリン
従って、この酵素の基質はトランス-4-ヒドロキシプロリンのみ、生成物はシス-4-ヒドロキシプロリンのみである。
この酵素は、異性化酵素、特にアミノ酸やその誘導体に作用するラセマーゼやエピメラーゼに分類される。系統名は、4-ヒドロキシプロリン 2-エピメラーゼ(4-hydroxyproline 2-epimerase)である。アルギニンとプロリンの代謝に関与している。